# كارول كينيدي
كارول كينيدي (بالإنجليزية: Karol Kennedy)‏ هي متزلجة فنية أمريكية، ولدت في 14 فبراير 1932 في شيلتون في الولايات المتحدة، وتوفيت في 25 يونيو 2004 في سياتل في الولايات المتحدة.

## وصلات خارجية
- كارول كينيدي على موقع أوليمبيديا (الإنجليزية)